# Savage Garden
Savage Garden (englisch für „wilder Garten“) war eine australische Popband, die zwischen 1997 und 2001 in den Charts vertreten war. Sie wurden nach ihrem Debütalbum Savage Garden weltberühmt und verkauften bis zu ihrer Trennung weltweit etwa 40 Millionen Platten.

## Geschichte
Die Band wurde im Jahr 1993 gegründet, als Daniel Jones ein Vorsingen veranstaltete, um einen neuen Sänger für seine Band Red Edge zu finden. Jones entschied sich für den ehemaligen Kindergärtner Darren Hayes. Beide lösten sich aber bald von Red Edge und veröffentlichten im Frühjahr 1997 unter dem Namen Savage Garden ihr gleichnamiges Debütalbum. Der Name der Band stammte aus den Vampir-Romanen von Anne Rice („The mind of each man is a savage garden…“ – deutsch: „Der Verstand eines jeden Mannes ist ein wilder Garten…“), die zu den Lieblingsbüchern von Darren Hayes zählen.
Hayes und Jones schrieben und produzierten ihre Musik selbst. Schnell feierten sie in ihrem Heimatland kommerzielle Erfolge. Mit der Single Truly Madly Deeply schaffte die Band ihren internationalen Durchbruch. In den US-amerikanischen Billboard-Charts erreichte die Single Anfang 1998 Platz 1 und blieb dort für zwei Wochen. Insgesamt verkaufte sich das Album weltweit 13 Millionen Mal, davon alleine sieben Millionen Mal in Amerika, wo das Duo bereits mit der ersten Singleauskopplung I Want You Platz 4 der Billboard Hot 100 belegte.
Savage Garden gewannen 1997 elf ARIA Awards und stehen damit im Guinness-Buch der Rekorde, so viele dieser Trophäen hatte kein Künstler zuvor in einer Nacht erhalten.
Im Herbst 1999 erschien mit Affirmation das zweite Album von Savage Garden. Die zweite Singleauskopplung I Knew I Loved You wurde zum größten Hit der Band. In den USA belegte die Single vier Wochen die Spitze der Charts. Das Album verkaufte sich weltweit über sieben Millionen Mal.
Im Folgejahr nahmen Hayes und Jones an dem Benefizkonzert Pavarotti and Friends 2000 teil, dessen Einnahmen Kindern in Kambodscha und Tibet zugutekamen. Am 1. Oktober 2000 traten Savage Garden während der Schlussfeier der Olympischen Spiele in Sydney mit ihrem Lied Affirmation auf.
Im Oktober 2001 kündigten Savage Garden nach einer Welttournee ihre Trennung an. Hayes gab in einem Interview als Grund der Trennung an, dass Jones das Leben als Berühmtheit hasste, so nicht mehr weiter leben wollte und die Band verließ. Dies führte zu Spannungen zwischen den beiden, die bis heute andauern.
Hayes startete nach der Trennung eine Solokarriere. Im Frühjahr 2002 erschien seine erste Single Insatiable, die sich in Großbritannien und Asien sehr gut verkaufte. In den USA konnte er aber nicht an die Erfolge von Savage Garden anknüpfen.
Bis 2004 verkaufte die Gruppe weltweit über 23 Millionen Alben und 15 Millionen Singles.

## Diskografie

### Studioalben
| Jahr | Titel         | Höchstplatzierung, Gesamtwochen, AuszeichnungChartplatzierungen (Jahr, Titel, Platzierungen, Wochen, Auszeichnungen, Anmerkungen) | Höchstplatzierung, Gesamtwochen, AuszeichnungChartplatzierungen (Jahr, Titel, Platzierungen, Wochen, Auszeichnungen, Anmerkungen) | Höchstplatzierung, Gesamtwochen, AuszeichnungChartplatzierungen (Jahr, Titel, Platzierungen, Wochen, Auszeichnungen, Anmerkungen) | Höchstplatzierung, Gesamtwochen, AuszeichnungChartplatzierungen (Jahr, Titel, Platzierungen, Wochen, Auszeichnungen, Anmerkungen) | Höchstplatzierung, Gesamtwochen, AuszeichnungChartplatzierungen (Jahr, Titel, Platzierungen, Wochen, Auszeichnungen, Anmerkungen) | Höchstplatzierung, Gesamtwochen, AuszeichnungChartplatzierungen (Jahr, Titel, Platzierungen, Wochen, Auszeichnungen, Anmerkungen) | Anmerkungen                            |
| Jahr | Titel         | DE | AT | CH | UK | US | AU | Anmerkungen                            |
| ---- | ------------- | --- | --- | --- | --- | --- | --- | -------------------------------------- |
| 1997 | Savage Garden | DE14 Gold · (42 Wo.)DE | AT10 (20 Wo.)AT | CH8 Platin · (37 Wo.)CH | UK2 ×3Dreifachplatin · (68 Wo.)UK                                                                                                 | US3 ×7Siebenfachplatin · (104 Wo.)US                                                                                              | AU1 ×12Zwölffachplatin · (77 Wo.)AU                                                                                               | Erstveröffentlichung: 24. März 1997    |
| 1999 | Affirmation   | DE11 Gold · (26 Wo.)DE | AT26 (4 Wo.)AT | CH8 (16 Wo.)CH | UK7 ×3Dreifachplatin · (64 Wo.)UK                                                                                                 | US6 ×3Dreifachplatin · (59 Wo.)US                                                                                                 | AU1 ×8Achtfachplatin · (78 Wo.)AU                                                                                                 | Erstveröffentlichung: 24. Oktober 1999 |

### Kompilationen
| Jahr | Titel                               | Höchstplatzierung, Gesamtwochen, AuszeichnungChartplatzierungen (Jahr, Titel, Platzierungen, Wochen, Auszeichnungen, Anmerkungen) | Höchstplatzierung, Gesamtwochen, AuszeichnungChartplatzierungen (Jahr, Titel, Platzierungen, Wochen, Auszeichnungen, Anmerkungen) | Anmerkungen                            |
| Jahr | Titel                               | UK | AU | Anmerkungen                            |
| ---- | ----------------------------------- | --- | --- | -------------------------------------- |
| 2005 | Truly Madly Completely: The Best of | UK— SilberUK | AU11 Platin · (10 Wo.)AU | Erstveröffentlichung: 1. November 2005 |
| 2015 | The Singles                         | UK— GoldUK | AU15 (2 Wo.)AU | Erstveröffentlichung: Juni 2015        |

Weitere Kompilationen
- 1998: Truly Madly Deeply – Ultra Rare Tracks (nur in Japan)
- 1998: The Future of Earthly Delites
- 1999: Ultra Hit Tracks
- 2000: Affirmation: The B-Sides
- 2004: Greatest Hits (nur in Russland)

### Singles
| Jahr | Titel Album                        | Höchstplatzierung, Gesamtwochen, AuszeichnungChartplatzierungen (Jahr, Titel, Album, Platzierungen, Wochen, Auszeichnungen, Anmerkungen) | Höchstplatzierung, Gesamtwochen, AuszeichnungChartplatzierungen (Jahr, Titel, Album, Platzierungen, Wochen, Auszeichnungen, Anmerkungen) | Höchstplatzierung, Gesamtwochen, AuszeichnungChartplatzierungen (Jahr, Titel, Album, Platzierungen, Wochen, Auszeichnungen, Anmerkungen) | Höchstplatzierung, Gesamtwochen, AuszeichnungChartplatzierungen (Jahr, Titel, Album, Platzierungen, Wochen, Auszeichnungen, Anmerkungen) | Höchstplatzierung, Gesamtwochen, AuszeichnungChartplatzierungen (Jahr, Titel, Album, Platzierungen, Wochen, Auszeichnungen, Anmerkungen) | Höchstplatzierung, Gesamtwochen, AuszeichnungChartplatzierungen (Jahr, Titel, Album, Platzierungen, Wochen, Auszeichnungen, Anmerkungen) | Anmerkungen                                                                       |
| Jahr | Titel Album                        | DE | AT | CH | UK | US | AU | Anmerkungen                                                                       |
| ---- | ---------------------------------- | --- | --- | --- | --- | --- | --- | --------------------------------------------------------------------------------- |
| 1996 | I Want You Savage Garden           | DE38 (16 Wo.)DE | AT14 (10 Wo.)AT | CH21 (16 Wo.)CH | UK11 Silber · (17 Wo.)UK | US4 Gold · (33 Wo.)US | AU4 Platin · (22 Wo.)AU | Erstveröffentlichung: 30. Juni 1996                                               |
| 1996 | To the Moon and Back Savage Garden | DE14 (26 Wo.)DE | — | CH16 (12 Wo.)CH | UK3 Platin · (17 Wo.)UK | US24 (33 Wo.)US | AU1 Platin · (30 Wo.)AU | Erstveröffentlichung: 5. September 1996                                           |
| 1997 | Truly Madly Deeply Savage Garden   | DE11 (23 Wo.)DE | AT2 Gold · (22 Wo.)AT | CH7 (25 Wo.)CH | UK4 ×2Doppelplatin · (25 Wo.)UK | US1 Gold · (52 Wo.)US | AU1 ×2Doppelplatin · (32 Wo.)AU | Erstveröffentlichung: 3. März 1997                                                |
| 1997 | Break Me Shake Me Savage Garden    | DE86 (3 Wo.)DE | — | — | — | — | AU7 Gold · (17 Wo.)AU | Erstveröffentlichung: 16. Juni 1997                                               |
| 1997 | Universe Savage Garden             | — | — | — | — | — | AU26 (9 Wo.)AU | Erstveröffentlichung: 20. Oktober 1997                                            |
| 1999 | The Animal Song Affirmation        | — | — | — | UK16 (6 Wo.)UK | US19 (10 Wo.)US | AU3 Platin · (23 Wo.)AU | Erstveröffentlichung: 23. Februar 1999                                            |
| 1999 | I Knew I Loved You Affirmation     | DE34 (9 Wo.)DE | AT36 (9 Wo.)AT | CH34 (15 Wo.)CH | UK10 Gold · (12 Wo.)UK | US1 Gold · (33 Wo.)US | AU4 Platin · (19 Wo.)AU | Erstveröffentlichung: 28. September 1999                                          |
| 2000 | Crash and Burn Affirmation         | DE69 (9 Wo.)DE | — | CH77 (4 Wo.)CH | UK14 (6 Wo.)UK | US24 (20 Wo.)US | AU16 Gold · (12 Wo.)AU | Erstveröffentlichung: 4. Februar 2000 Titelsong der ersten Staffel Samt und Seide |
| 2000 | Affirmation                        | DE64 (9 Wo.)DE | — | — | UK8 Silber · (10 Wo.)UK | — | AU16 Gold · (16 Wo.)AU | Erstveröffentlichung: 23. März 2000                                               |
| 2000 | Chained to You Affirmation         | — | — | — | — | — | AU21 (13 Wo.)AU | Erstveröffentlichung: 18. September 2000                                          |
| 2000 | Hold Me Affirmation                | DE79 (5 Wo.)DE | — | — | UK16 (7 Wo.)UK | — | — | Erstveröffentlichung: 13. November 2000                                           |
| 2001 | The Best Thing Affirmation         | — | — | — | UK35 (3 Wo.)UK | — | — | Erstveröffentlichung: 19. März 2001                                               |

Weitere Singles
- 1998: Tears of Pearls
- 1998: I Want You ’98
- 1998: Santa Monica
- 2004: To the Moon and Back / Affirmation (Almighty Mixes)

### Videoalben
- 1998: The Video Collection
- 2000: Superstars and Cannonballs – Live and on Tour in Australia (DVD + CD)

## Auszeichnungen für Musikverkäufe
| Silberne Schallplatte - Frankreich - 1998: für die Single To the Moon and Back Goldene Schallplatte - Belgien - 1998: für das Album Savage Garden - 1998: für die Single Truly Madly Deeply - Dänemark - 2020: für die Single Truly Madly Deeply - 2024: für die Single I Knew I Loved You - Finnland - 1999: für das Album Affirmation - Frankreich - 1998: für die Single Truly Madly Deeply - Hongkong - 1998: für das Album Savage Garden - Japan - 1999: für das Album Affirmation - 2000: für das Album Savage Garden - Neuseeland - 1997: für die Single To the Moon and Back - Norwegen - 1998: für die Single Truly Madly Deeply - Schweden - 1997: für die Single To the Moon and Back - 1999: für die Single The Animal Song - Spanien - 1998: für das Album Savage Garden | 2× Goldene Schallplatte - Frankreich - 1999: für das Album Savage Garden Platin-Schallplatte - Finnland - 1998: für das Album Savage Garden - Irland - 2005: für das Album Truly Madly Completely: The Best of - Neuseeland - 2005: für das Album Truly Madly Completely: The Best of - 2022: für die Single Truly Madly Deeply - Norwegen - 1998: für das Album Savage Garden - Schweden - 1998: für die Single Truly Madly Deeply - 2000: für die Single I Knew I Loved You 3× Goldene Schallplatte - Mexiko - 2000: für das Album Affirmation | 2× Platin-Schallplatte - Dänemark - 2001: für das Album Affirmation - Europa - 1998: für das Album Savage Garden - Kanada - 1999: für das Album Affirmation - Schweden - 1998: für das Album Savage Garden - 2000: für das Album Affirmation 3× Platin-Schallplatte - Neuseeland - 2001: für das Album Affirmation 8× Platin-Schallplatte - Neuseeland - 1998: für das Album Savage Garden Diamantene Schallplatte - Kanada - 1998: für das Album Savage Garden |

Anmerkung: Auszeichnungen in Ländern aus den Charttabellen bzw. Chartboxen sind in ebendiesen zu finden.
| Land/RegionAuszeichnungen für Musikverkäufe (Land/Region, Auszeichnungen, Verkäufe, Quellen) | Silber     | Gold       | Platin       | Diamant  | Verkäufe    | Quellen                                                                          |
| -------------------------------------------------------------------------------------------- | ---------- | ---------- | ------------ | -------- | ----------- | -------------------------------------------------------------------------------- |
| Australien (ARIA)                                                                            | —          | 3× Gold3   | 27× Platin27 | —        | 1.995.000   | aria.com.au                                                                      |
| Belgien (BRMA)                                                                               | —          | 2× Gold2   | —            | —        | 50.000      | ultratop.be                                                                      |
| Dänemark (IFPI)                                                                              | —          | 2× Gold2   | 2× Platin2   | —        | 190.000     | ifpi.dk hitlisten.nu                                                             |
| Deutschland (BVMI)                                                                           | —          | 2× Gold2   | —            | —        | 500.000     | musikindustrie.de                                                                |
| Europa (IFPI)                                                                                | —          | —          | 2× Platin2   | —        | (2.000.000) | ifpi.org                                                                         |
| Finnland (IFPI)                                                                              | —          | Gold1      | Platin1      | —        | 93.043      | ifpi.fi                                                                          |
| Frankreich (SNEP)                                                                            | Silber1    | 3× Gold3   | —            | —        | 575.000     | infodisc.fr                                                                      |
| Hongkong (IFPI/HKRIA)                                                                        | —          | Gold1      | —            | —        | 10.000      | ifpihk.org                                                                       |
| Irland (IRMA)                                                                                | —          | —          | Platin1      | —        | 15.000      | irishcharts.ie                                                                   |
| Japan (RIAJ)                                                                                 | —          | 2× Gold2   | —            | —        | 200.000     | riaj.or.jp                                                                       |
| Kanada (MC)                                                                                  | —          | —          | 2× Platin2   | Diamant1 | 1.200.000   | musiccanada.com                                                                  |
| Mexiko (AMPROFON)                                                                            | —          | Gold1      | Platin1      | —        | 225.000     | amprofon.com.mx                                                                  |
| Neuseeland (RMNZ)                                                                            | —          | Gold1      | 13× Platin13 | —        | 215.000     | aotearoamusiccharts.co.nz NZ2                                                    |
| Norwegen (IFPI)                                                                              | —          | Gold1      | Platin1      | —        | 60.000      | ifpi.no                                                                          |
| Österreich (IFPI)                                                                            | —          | Gold1      | —            | —        | 25.000      | ifpi.at                                                                          |
| Schweden (IFPI)                                                                              | —          | 2× Gold2   | 6× Platin6   | —        | 410.000     | sverigetopplistan.se ifpi.se (Memento vom 21. Mai 2012 im Internet Archive; PDF) |
| Schweiz (IFPI)                                                                               | —          | —          | Platin1      | —        | 50.000      | hitparade.ch                                                                     |
| Spanien (Promusicae)                                                                         | —          | Gold1      | —            | —        | 50.000      | elportaldemusica.es                                                              |
| Vereinigte Staaten (RIAA)                                                                    | —          | 3× Gold3   | 10× Platin10 | —        | 11.500.000  | riaa.com                                                                         |
| Vereinigtes Königreich (BPI)                                                                 | 3× Silber3 | 2× Gold2   | 9× Platin9   | —        | 4.700.000   | bpi.co.uk                                                                        |
| Insgesamt                                                                                    | 4× Silber4 | 28× Gold28 | 76× Platin76 | Diamant1 |             |                                                                                  |